# Anton Georg Pummerer
Anton Georg Pummerer (7. října 1813 Pasov – 3. října 1866 Bad Gastein) byl rakouský podnikatel a politik německé národnosti, v 2. polovině 19. století poslanec Říšské rady.

## Biografie
Narodil se v Bavorsku, ale od roku 1838 bydlel v rakouském Linci, kde působil jako obchodník. V roce 1851 založil společně s průmyslníkem Josefem Dierzerem von Traunthal, obchodníkem Josephem Hartmayrem a dalšími společníky přádelnu ve Stadl-Paura, která se stala jedním z největších podniků ve svém oboru. Podílel se na vedení továrny, do roku 1866 působil jako obchodník. V roce 1861 založil továrnu na oleje ve Welsu. V letech 1858–1866 zastával funkci prezidenta hornorakouské obchodní a živnostenské komory.
Po obnovení ústavní vlády se zapojil do politiky. Od roku 1861 byl poslancem Hornorakouského zemského sněmu. Zemský sněm ho roku 1861 delegoval i do Říšské rady (tehdy ještě volené nepřímo) za Horní Rakousy (kurie obchodních a živnostenských komor, obvod Linec). K roku 1861 se uvádí jako obchodník a prezident obchodní komory, bytem v Linci. Profiloval se jako příslušník německorakouské liberální levice (takzvaná Ústavní strana, liberálně a centralisticky orientovaná, odmítající federalistické aspirace neněmeckých etnik).